# كورنيليس سبرينغر
كورنيليس سبرينغر (بالهولندية: Cornelis Springer)‏ هو رسام هولندي، ولد في 25 مايو 1817 في أمستردام في هولندا، وتوفي في 18 فبراير 1891 في هيلفرسوم في هولندا.

## معرض صور

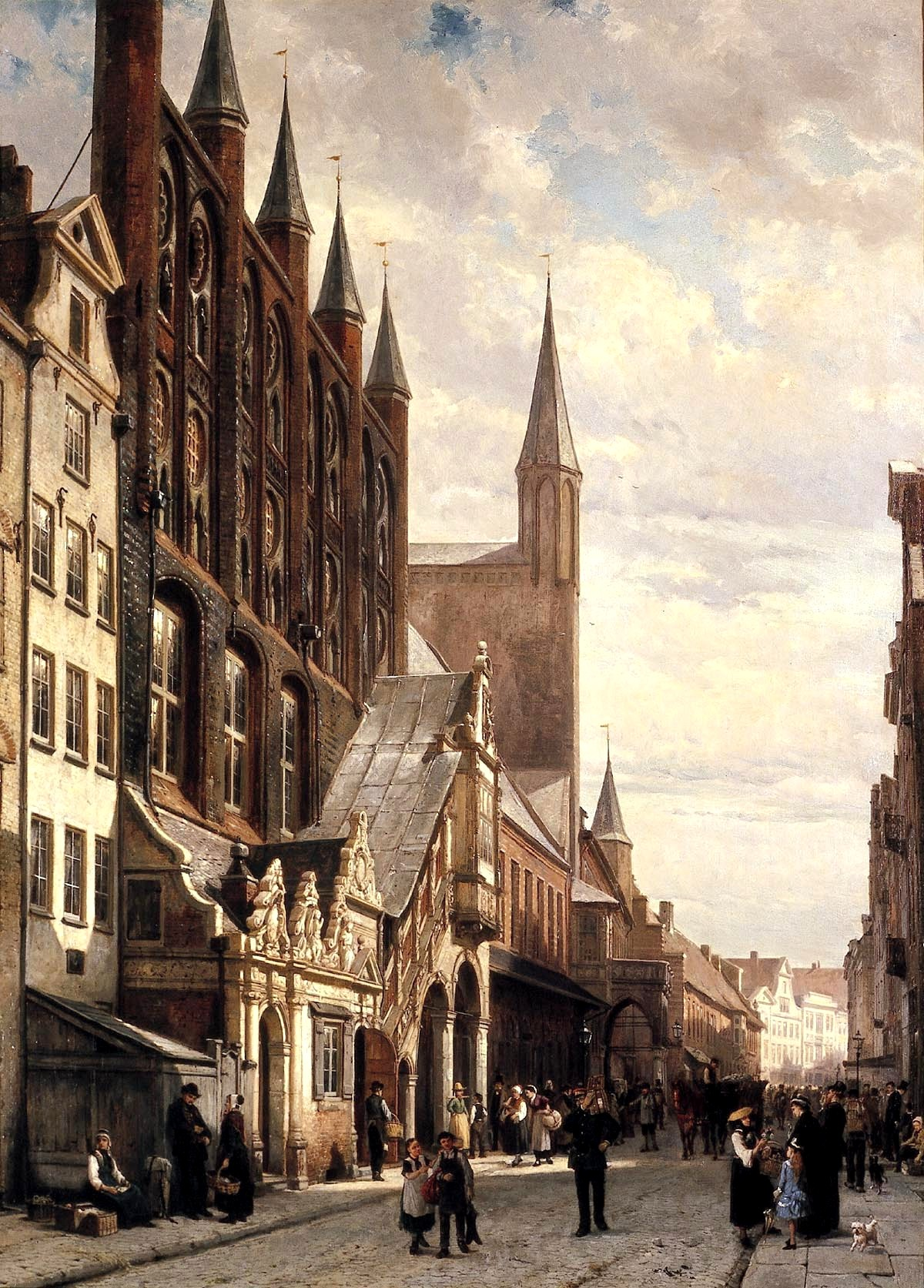
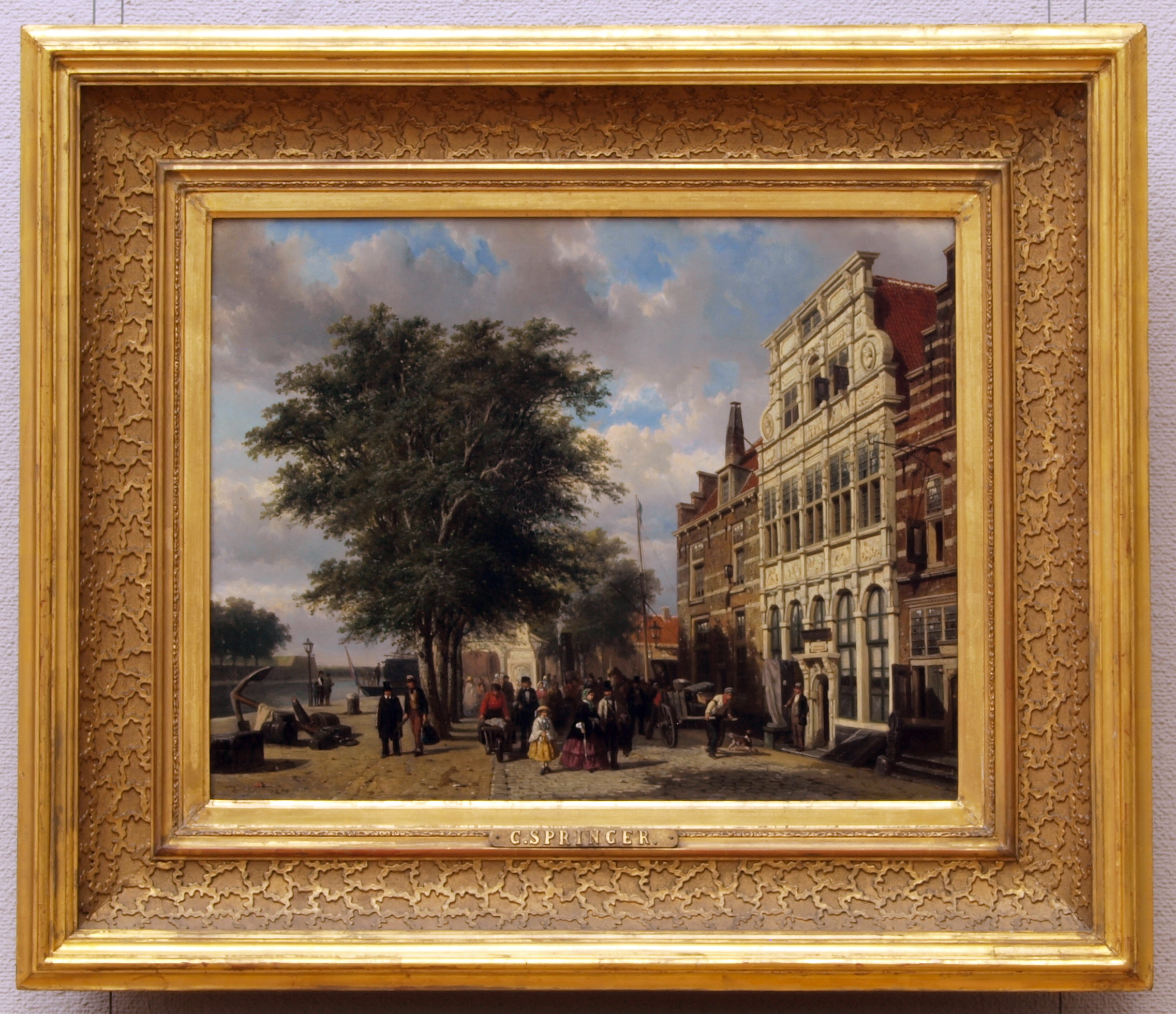
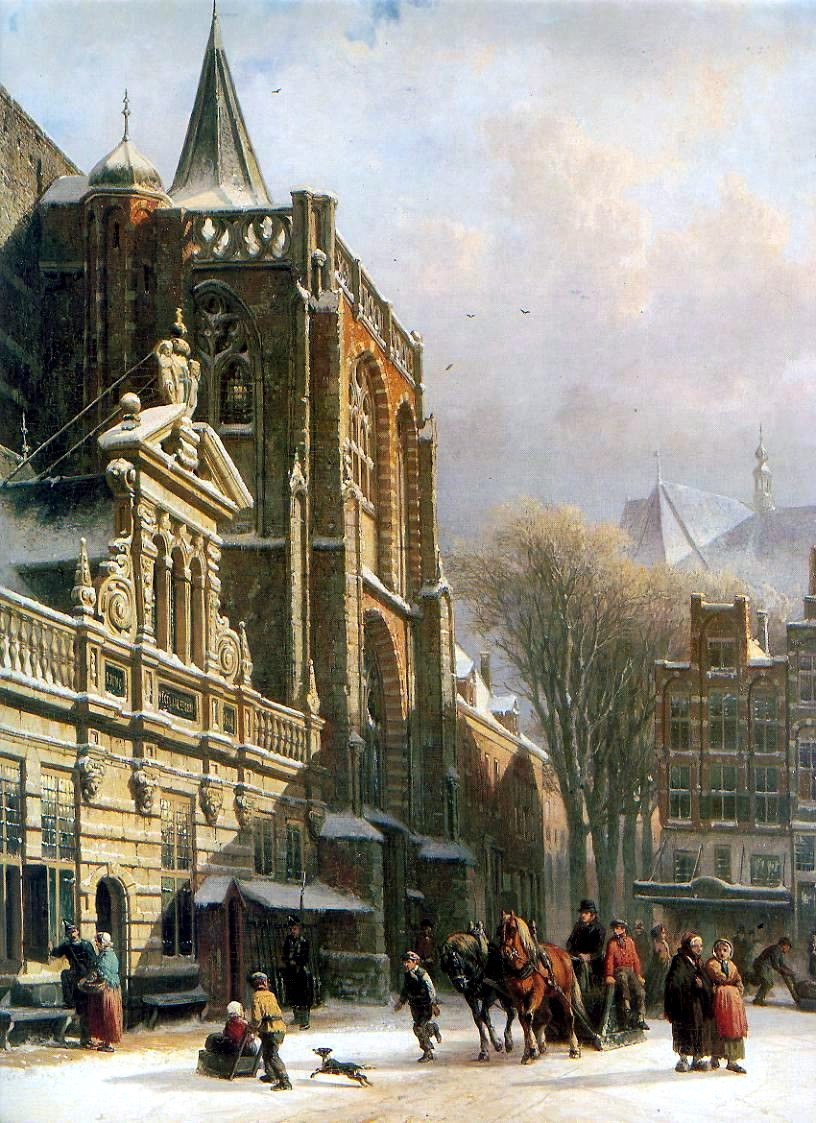
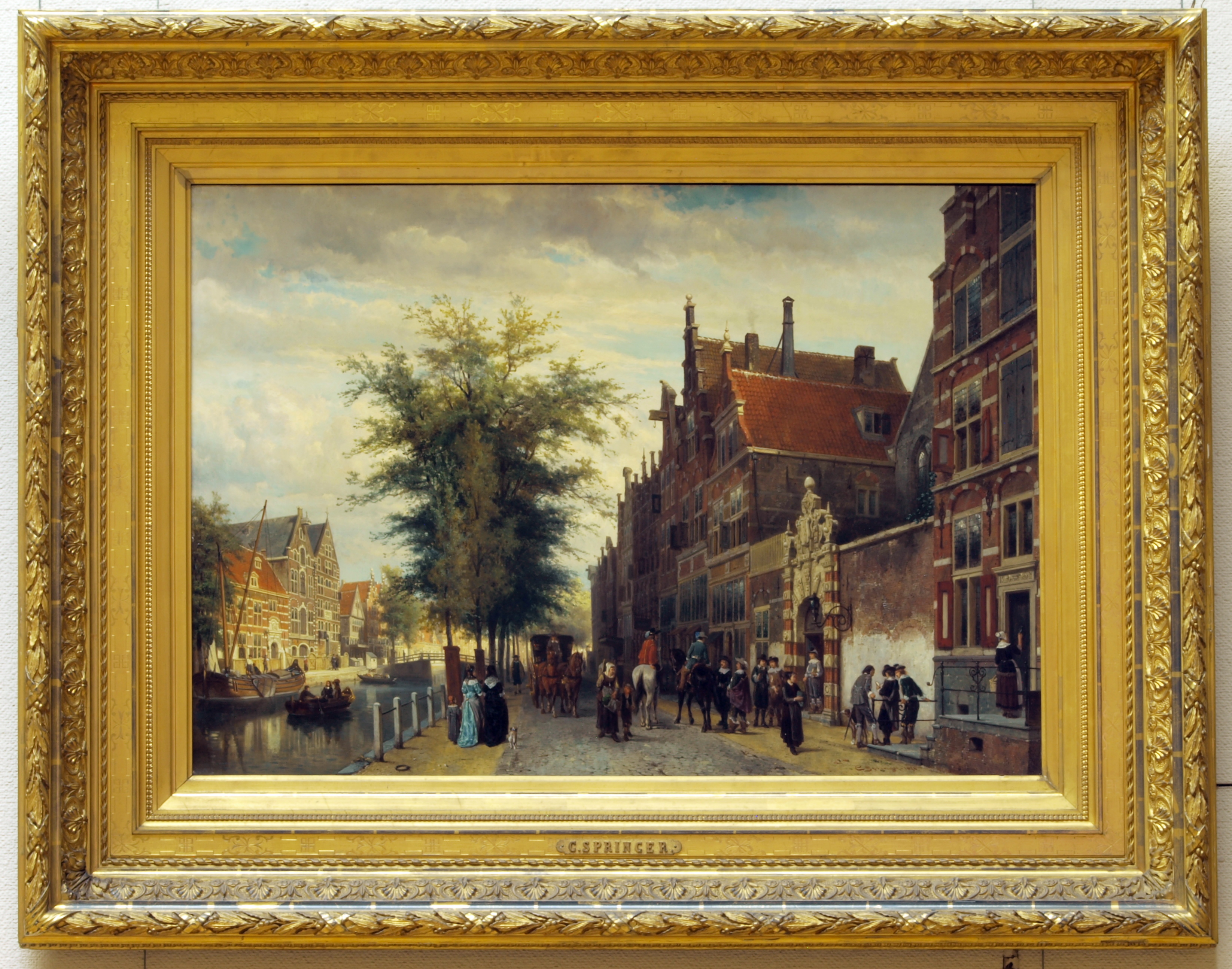
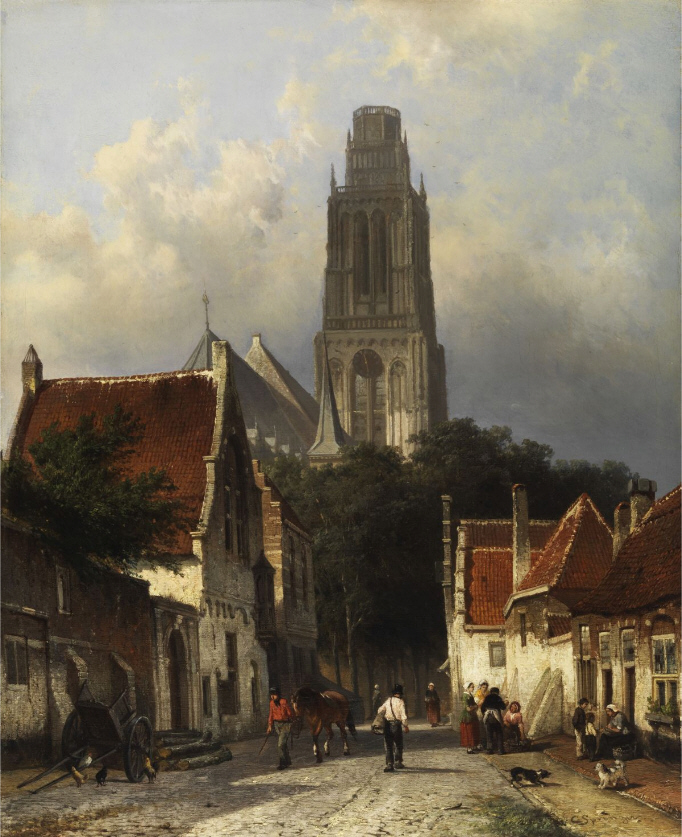